# التهاب الغشاء الزليلي الصباغي
التهاب الغشاء الزليلي الصباغي (بالإنجليزية: Pigmented villonodular synovitis)‏ ويُعرف أيضًا باسم ورم الخلايا العملاقة في أوتار المفاصل، هو مرض مفصلي يتميز بالتهاب وفرط نمو في بطانة الغشاء الزليلي للمفصل ليُشكل أورامًا حميدة ضمنها. يصيب هذا المرض مفاصل الورك والركبة بشكلٍ خاص، مع أنَّه يمكن أن يصيب مفاصل الكتف أو الكاحل أو المرفق أو اليد أو القدم. يؤثر النمو المفرط لبطانة الغشاء الزليلي على العظم المجاور للمفصل، ويفرز الغشاء الزليلي هنا كميات أكبر من السائل المفصلي، ما قد يسبب تورمًا في المفصل وصعوبةً في حركته. مازال هذا المرض مجهول السبب حتى اليوم، ولا يبدو أنه ينتقل بشكلٍ وراثي أو ينتج عن نوع معين من المهن والأعمال، على الرغم من أنه قد يرتبط بالرضوض والإصابات السابقة. يمكن للجراحة أن تساعد في تدبير هذا المرض رغم أنَّ معدل النكس مرتفع جدًا، إذا فشل العلاج الجراحي أو استمر وجود الألم بعد الجراحة فقد يساعد العلاج الكيميائي أو الشعاعي في تخفيف الأعراض، وفي الحالات الشديدة يكون الحل الوحيد هو استبدال المفصل بمفصل اصطناعي.

## نظرة عامة
يعد التهاب المفاصل الرثياني من أمراض المناعة الذاتية المزمنة، يسبب في مراحله المتقدمة أذية مفصلية كبيرة وقد يؤثر أيضًا على مناعة الجسم وأعضاء حيوية فيه كالقلب والجلد والرئتين. يعتمد التشخيص على الفحص السريري والتحاليل المخبرية والصور الشعاعية، ويشمل العلاج مسكنات الألم ومضادات الالتهاب غير السيتروئيدية والكورتيزون، إذ تسهم هذه الأدوية بطريقة أو بأخرى بإيقاف تقدم المرض وحماية المفصل المصاب.
يعتبر التهاب الغشاء الزليلي المبطن للمفصل السبب الرئيسي في حدوث التهاب المفاصل الرثياني، ويؤدي هذا الالتهاب لتورم وألم وحرارة موضعية في المفصل المصاب بالإضافة لضعف الحركة. يصيب التهاب المفاصل الرثياني عدة مفاصل في الجسم في نفس الوقت أو بشكل متتابع، وغالبًا ما تحدث الإصابة على حساب المفاصل الصغيرة أولًا كاليد والقدم ثم المفاصل الكبيرة كالركبة والمرفق والكتف ونادرًا ما تُصاب الفقرات الصدرية والقطنية. في المراحل المتقدمة يتآكل المفصل ويصاب بتشوهات شكلية ووظيفية هامة.
يصيب التهاب المفاصل الرثياني 3 من كل 100 ألف نسمة، وتكون الإصابات نادرة تحت عمر الخامسة عشرة، وهذا المرض أشيع عند النساء بنحو خمسة أضعاف الرجال.

## العلامات والأعراض
يظهر التهاب الغشاء الزليلي الزغابي العقدي الصباغي بشكل مفاجئ في أغلب الحالات على شكل ألم وتورم مفصلي غير مفسر، ويكون التورم المفصلي غير متناسب مع شدة الألم في بداية المرض، ولكن مع تطور الحالة تزداد شدة الألم ويحدث نقص في الحركة المفصلية. يُظهر الفحص السريري كتلةً مفصلية غير مؤلمة وبطيئة النمو وغالبًا ما يكون التورم دافئًا عند اللمس. قد تختلط غالبًا أعراض التهاب الغشاء الزليلي الزغابي العقدي الصباغي في المراحل المتقدمة مع أعراض التهاب المفاصل الرثياني. ويمكن أن يُشاهد في كل الأعمار، ولكنه أكثر شيوعًا بين 20-50 سنة.

### الاختلاطات
التهاب الغشاء الزليلي الزغابي العقدي الصباغي مرض عدواني يمكن أن يغزو الأنسجة المحيطة ويخربها، وقد يسبب أذيةً في العظام القريبة أيضًا. إذا لم يعالج الالتهاب باكرًا يمكن أن ينتشر إلى مناطق خارج المفصل، وأن يسبب ضعفًا دائمًا في حركة المفصل وألمًا شديدًا فيه، كما أن معدل النكس يبلغ قرابة 45%.

## الأسباب
ما زال سبب التهاب الغشاء الزليلي الزغابي العقدي الصباغي غير معروف بدقة حتى الآن. يعتقد بعض الأطباء أنه مرض استقلابي ناتج عن استقلاب الشحم بشكل غير طبيعي، في حين يعتقد آخرون أنه ناجم عن الالتهابات المتكررة. العوامل المؤهبة غير محددة بعد، ولكن دراسات عديدة أشارت إلى أن الرضوض قد تكون عاملًا مؤهبًا للإصابة بالتهاب الغشاء الزليلي الزغابي العقدي الصباغي.

## التشخيص
يُشخص التهاب الغشاء الزليلي الزغابي العقدي الصباغي عن طريق التصوير الشعاعي، ويستخدم الرنين المغناطيسي لهذا الغرض، ولكن التشخيص يكون غير ممكن في المرحلة المبكرة من المرض، وقد يتطلب الأمر أربع سنوات أو أكثر بعض ظهور الأعراض حتى نستطيع تأكيد التشخيص عن طريق الرنين المغناطيسي.

### التصنيف
وصف التهاب الغشاء الزليلي الزغابي العقدي الصباغي في عام 1941 من قبل تشارلز سوترو وإل ليشتنشتاين وإتش إل جاف. يحدث هذا المرض بشكلين: موضعي ومنتشر. يؤثر الشكل المنتشر من التهاب الغشاء الزليلي الزغابي العقدي الصباغي على الغشاء الزليلي بأكمله، ويصيب عادة مفاصل الجسم الكبيرة مثل الركبة أو الفخذ، أما الشكل الموضعي أو العقيدي فهو أقل شيوعًا من الشكل المنتشر، ويصيب عادة المفاصل الأصغر مثل مفاصل اليدين والقدمين، وغالبًا ما يظهر الشكل الموضعي على شكل ورم حميد في أوتار المفاصل، وكلما انتشر الورم، يتلف العظام والأنسجة المحيطة بالمفصل. أكثر المفاصل إصابةً هي الركبة (80% من الحالات). وهو يصيب الرجال أكثر من النساء، ويبلغ معدل الحدوث نحو 2 حالة لكل مليون نسمة.

### التشريح المرضي
يحتوي السائل المفصلي في التهاب الغشاء الزليلي الزغابي العقدي الصباغي على نزفٍ شديد عادة، وعند إجراء الفحص المجهري يظهر المرض كما يوحي اسمه على شكل عقيدات وزغابات تحوي على عدد كبير من الخلايا البلعمية الغنية بصباغ الهيموسيديرين.

## العلاج
يعتبر استئصال الغشاء الزليلي للمفصل المصاب بالجراحة المفتوحة العلاج الأكثر شيوعًا لالتهاب الغشاء الزليلي الزغابي العقدي الصباغي بمجرد تأكيد لإصابة عن طريق الخزعة. يجب استئصال كامل العظام المصابة أثناء الجراحة نظرًا لارتفاع معدل النكس. يعتبر العلاج الكيميائي أو الشعاعي خيارًا بديلًا في بعض الحالات، أما في الحالات المتقدمة فيبدو أن استبدال المفصل هو الحل الوحيد.